# Trachyphyllum inflexum
Trachyphyllum inflexum är en bladmossart som beskrevs av Gepp in Hiern 1901. Trachyphyllum inflexum ingår i släktet Trachyphyllum och familjen Entodontaceae. Inga underarter finns listade i Catalogue of Life.